# Cleebourg
Cleebourg è un comune francese di 709 abitanti situato nel dipartimento del Basso Reno nella regione del Grand Est.

## Società

### Evoluzione demografica
Abitanti censiti